# José Augusto Pereira
José Augusto Pereira (São Vicente Ferreira, 8 de Julho de 1885 — Ponta Delgada, 3 de Maio de 1969), mais conhecido por Cónego Pereira, como assinava as suas obras, foi um cónego da Sé de Angra, professor do Seminário Diocesano de Angra, vigário-geral da diocese e historiador eclesiástico. Foi uma das  figuras mais iminentes da hierarquia da Igreja católica nos Açores na primeira metade do século XX.

## Biografia
Veio 13 anos de idade para Angra do Heroísmo onde frequentou o Seminário Diocesano de Angra, sendo ordenado sacerdote em 1907 na Sé de Angra. Excelente aluno, foi nomeado prefeito em 1906 e professor do Seminário no ano seguinte, cargos que exerceu até 1910.
Em 1907 foi para a ilha de São Miguel nomeado cura da freguesia de São Vicente Ferreira e depois pároco na Fajã de Baixo, cargo que manteve até 1912. Nesse ano voltou para a ilha Terceira, sendo nomeado director do Orfanato Beato João Baptista Machado, de Angra do Heroísmo, cargo que exerceu nos anos de 1912 e 1913. Foi então colocado como cura das Capelas, na ilha de São Miguel, onde se manteve até 1917.
Em 1917 foi convidado para o cargo de secretário particular do bispo de Angra, D. Manuel Damasceno da Costa. Mantendo-se naquelas funções, foi elevado a cónego da Sé de Angra a 24 de Maio de 1919, função que manteria até se aposentar.
Em 1920 foi nomeado professor de Pastoral do Seminário Diocesano de Angra, cargo que exerceu até 1927. Depois de uma breve interrupção, voltou a ser nomeado professor de Pastoral em 1933, que acumulou com aulas de Eloquência, cargo que manteve até se aposentar em 1958. Em 1936 publicou um compêndio com as suas lições de Pastoral. Foi também professor de Religião e Moral no Liceu Nacional de Angra do Heroísmo.
Para além de apreciado orador sacro, conhecido pelos seus sermões nas cerimónias da catedral, distinguiu-se como jornalista, colaborando assiduamente em periódicos católicos, como A Crença, o Correio da Horta, A Verdade, O Dever e A União, o órgão oficial da diocese, que dirigiu de 1924 a 1932.
Para além de publicista, foi um historiador de mérito, dedicando-se à historia eclesiástica dos Açores, da qual foi um exímio investigador. É autor de algumas das obras seminais sobre a historia da Diocese de Angra e sobre a Igreja Católica Romana nos Açores.
Em 1942 foi um dos sócios fundadores do Instituto Histórico da Ilha Terceira, tendo sido colaborador assíduo do respectivo Boletim.
Em 1958 aposentou-se e retirou-se para a cidade de Ponta Delgada, onde faleceu.

## Principais obras publicadas
Para além de outras dispersas por periódicos vários, em especial em A União de Angra do Heroísmo, foi autor das seguintes obras:
- (1932) — In memoriam D. Manuel Damasceno da Costa. Angra do Heroísmo.
- (1933) — Um dos nossos mestres, MGR Cónego António Maria Ferreira. Angra do Heroísmo.
- (1939) — Padres açorianos. Bispos. Publicistas. Religiosos. Angra do Heroísmo, União Gráfica Angrense.
- (1943) — S. Tomás de Aquino. Mestre e patrono das escolas católicas. Angra do Heroísmo, Seminário Diocesano.
- (1945) — "D. Frei Estevam o bispo de Angra no período das lutas liberais", Boletim do Instituto Histórico da Ilha Terceira, Angra do Heroísmo, VIII: 169-258.
- (1946) — "O Bispo Dom Frei Nicolau de Almeida preso por hereje ou político", Boletim do Instituto Histórico da Ilha Terceira, Angra do Heroísmo, IV: 30-38.
- (1946) — "Um mártir terceirense - padre Norberto de Oliveira Barros", Boletim do Instituto Histórico da Ilha Terceira, Angra do Heroísmo, IV: 270-273.
- (1947) — "A igreja e a paróquia de Santa Luzia", Boletim do Instituto Histórico da Ilha Terceira, Angra do Heroísmo, V: 283.
- (1947) — "Subsídios para a história da diocese de Angra", Boletim do Instituto Histórico da Ilha Terceira, Angra do Heroísmo, V: 206-214.
- (1949) — "As missas pro-infantado nas ilhas", Boletim do Instituto Histórico da Ilha Terceira, Angra do Heroísmo, VII: 296-300
- (1949) — "Subsídios para a história da diocese de Angra", Boletim do Instituto Histórico da Ilha Terceira, Angra do Heroísmo, VII: 291-295.
- (1949) — "Indumentária dos clérigos", Insulana, Ponta Delgada, V: 243-251.
- (1950) — "A imagem do Menino Deus da Real Protecção", Boletim do Instituto Histórico da Ilha Terceira, Angra do Heroísmo, VIII: 64-67.
- (1950) — "Sobre as festas do Espírito Santo: censuras e leis de autoridade diocesano desde 1560", Boletim do Instituto Histórico da Ilha Terceira, Angra do Heroísmo, VIII: 58-63.
- (1950) — A Diocese de Angra na História dos seus Prelados. Angra do Heroísmo, Liv. Andrade, 2 vols..
- (1951) — "Costumes já tradicionais da Sé de Angra", Boletim do Instituto Histórico da Ilha Terceira, Angra do Heroísmo, IX: 108-111.
- (1951) — "O padre António Cordeiro: mais filósofo do que historiador", Boletim do Instituto Histórico da Ilha Terceira, Angra do Heroísmo, IX: 101-107.
- (1951) — "As confrarias erectas na igreja do colégio dos jesuítas de Ponta Delgada", Insulana, Ponta Delgada, VII: 37-43.
- (1954) — "Açorianos que foram membros da Companhia de Jesus", Boletim do Instituto Histórico da Ilha Terceira, Angra do Heroísmo, XII: 73-106.
- (1956) — As missões do Padre Rademaker na ilha de S. Miguel. Angra do Heroísmo, União Gráfica Angrense.
- (1956) — "Foi pena", Boletim do Instituto Histórico da Ilha Terceira, Angra do Heroísmo, XIV: 212-213.
- (1958) — O Seminário de Angra. Esboço Histórico. Angra do Heroísmo, União Gráfica Angrense.
- (1958) — "Os priores na ilha de S. Miguel", Insulana, Ponta Delgada, XIV: 125-137.
- (1960) — "As lutas pela província de S. João Evangelista das ilhas dos Açores", Boletim do Instituto Histórico da Ilha Terceira, Angra do Heroísmo, XVIII: 118-128.
- (1963) — "Campo da Mourisca", Insulana, Ponta Delgada, XIX: 80-82.